# 레이먼드 A. 스프루언스
레이먼드 스프루언스(영어: Raymond Ames Spruance, 1886년 7월 3일 ~ 1969년 12월 13일)는 미국의 군인으로 태평양 전쟁 당시 많은 활약을 하였다.
1903년 미국 아나폴리스 해군사관학교를 졸업하고 전함 아이오와 호의 승무원이 되었으며, 1907년 아이오와가 퇴역하자 신예함 미네소타 호에 전속되어 1907년 12월부터 세계 순항을 떠나 1908년 10월 최초 기항지 일본에서 벌어진 가든 파티에서 러일 전쟁 당시 쓰시마 해전의 영웅 도고 헤이하치로 제독을 만났다.
1910년 정식 소위가 되어 코네티컷 호에 승조했고 1911년 10월 경순양함 신시네티 호의 기관장교, 1912년 중위, 1913년 구축함 베인브릿지 호의 함장 등으로 승진했다. 1914년 5월 대위 승진 후 미국으로 귀국해 12월 마가렛 딘과 결혼했다.
이후 소위, 대위, 함장 등 여러 요직들을 거치다가 1941년 태평양 함대 소속 제5순양함 전대 사령관이 되었고 태평양 전쟁 발발 후 1942년 5월 미드웨이 해전에서 제16기동부대 사령관직을 맡아 항모 엔터프라이즈를 지휘하여 일본군 항공모함들을 격퇴시켜 태평양 함대 총사령관 체스터 니미츠의 참모장이 되었다.
1942년 10월 과달카날 전역 당시 현지 시찰을 하였고 중부 태평양 해역군 사령관으로 임명되어 1944년 필리핀 해 해전에서 일본군 함대를 격퇴시켜 미군의 사이판 전투에 큰 기여를 했다.
1945년 1월에는 이오지마 전투를 지휘했고 오키나와 전투도 지휘했다. 전쟁 종결 후 11월 체스터 니미츠 제독의 뒤를 이어 태평양 함대 총사령관에 임명되었다. 그러나 두 달만인 1946년 2월 미국 해군참모대학교의 교장으로 자리를 옮겨 복무하다 1948년 7월 1일 퇴역했다.
이후 캘리포니아주에서 은퇴 생활을 하다가 1952년 1월 필리핀 대사로 임명되었고 1955년까지 대사직을 수행하였으며 1969년 12월 13일 자택에서 사망했다.
스프루언스급 구축함의 함급명과 그 1번함(DD-963), 알레이버크급 구축함의 61번함(DDG-111)은 그를 기념하여 명명되었다.